# Ácido micólico

Ácidos micólicos presentes en Mycobacterium tuberculosis.

Los ácidos micólicos son un tipo de ácidos grasos que están presentes en las paredes celulares de las micobacterias, entre ellas Mycobacterium tuberculosis, agente infeccioso que causa la tuberculosis humana. También están presentes en las bacterias del género Nocardia, por lo que se pueden confundir Mycobacterium y Nocardia (ambos ácido-alcohol resistentes al aplicar la tinción de Ziehl-Neelsen). Están compuestos por una cadena beta-hidróxi corta y una cadena lateral de alfa-alquil más larga. Las moléculas de los ácidos micólicos contienen entre 60 y 90 átomos de carbono, la composición exacta varía en función de la especie de mycobacteria, por lo que pueden emplearse como criterio de identificación.